# Flores da Cunha (ort)
Flores da Cunha är en ort i Brasilien.   Den ligger i kommunen Flores da Cunha och delstaten Rio Grande do Sul, i den södra delen av landet, 1 500 km söder om huvudstaden Brasília. Flores da Cunha ligger 748 meter över havet och antalet invånare är 20 521.
Terrängen runt Flores da Cunha är kuperad åt nordost, men åt sydväst är den platt. Runt Flores da Cunha är det ganska tätbefolkat, med 144 invånare per kvadratkilometer.. Närmaste större samhälle är Caxias do Sul, 15,4 km söder om Flores da Cunha.
I omgivningarna runt Flores da Cunha växer i huvudsak städsegrön lövskog.